# Zaroślak białolicy
Zaroślak białolicy (Atlapetes albiceps) – gatunek małego ptaka z rodziny pasówek (Passerellidae). Występuje na niewielkim obszarze Peru i Ekwadoru. Uznawany za gatunek najmniejszej troski.

## Systematyka
Gatunek po raz pierwszy zgodnie z zasadami nazewnictwa binominalnego opisał Władysław Taczanowski, nadając mu nazwę Buarremon albiceps. Opis ukazał się w 1884 roku w 2. tomie monumentalnej pracy Ornithologie du Pérou. Autor jako miejsce typowe wskazał Paucal w regionie Cajamarca w Peru. IOC nie wyróżnia podgatunków.

### Etymologia
- Atlapetes: połączenie słowa Atlas z gr. πετης petēs – „lotnik” (πετομαι petomai – „latać”)[10].
- albiceps: łac. albus „biały”, łac. caput, capitis „głowa”[11].

## Morfologia
Nieduży ptak ze stosunkowo krótkim, grubym u nasady dziobem w kolorze czarnym. Szczęka i żuchwa są lekko zakrzywione. Tęczówki brązowe. Nogi szare. Pióra czoła, policzków, gardła, górnej szyi od białych do białawych. Górna część głowy i potylica czarna. Górne pokrywy skrzydeł szare z ciemnoczarnymi obrzeżami. lotki szare z ciemniejszymi obrysami, na środku skrzydeł białe lusterka. Ogon długi (około 72–75 mm), niestopniowany, wszystkie sterówki w kolorze szarym. Brzuch i dolna część ciała jasnoszare z lekkimi odcieniami płowego w okolicach zadu. Obie płcie wyglądają tak samo. Długość ciała z ogonem 16 cm, masa ciała samic 35,6 g, samców 37,5 g.

## Zasięg występowania
Zaroślak białolicy jest spotykany tylko w niewielkim obszarze u podnóża zachodnich stoków Andów. W południowym Ekwadorze w prowincji Loja oraz w północno-zachodnim Peru w regionach Lambayeque, Cajamarca, Tumbes i Piura. Występuje na wysokości od 200 do 1100 m n.p.m. w Ekwadorze i do 1400 m n.p.m. w Peru. Inne źródła podają zakres wysokości, na których spotykany jest ten gatunek, do 1300 m n.p.m. Zasięg występowania zaroślaka białolicego w części pokrywa się z zasięgiem występowania zaroślaka białoskrzydłego (Atlapetes leucopterus), którego niektóre populacje podgatunku A. l. dresseri (zaroślak nadbrzeżny) mają tendencję do posiadania białych plamek na bokach twarzy, w skrajnych przypadkach pokrywających prawie całą twarz, co może prowadzić do błędów w ich identyfikacji. Różnią się jednak kolorem górnej części głowy.

## Ekologia
Zaroślak białolicy jest gatunkiem endemicznym. Jego głównym habitatem są lasy liściaste, lasy galeriowe i zarośla u podnóża Andów. Jest prawdopodobnie gatunkiem wszystkożernym, zjadającym nasiona oraz stawonogi. Z przebadanych 5 żołądków martwych osobników we wszystkich znajdowały się nasiona różnych rozmiarów oraz znaczne ilości drobnego ostrego piasku, w czterech także części błonkoskrzydłych. Bardzo mało jest informacji o sposobie odżywiania, z tego co wiadomo pokarm podejmuje bezpośrednio z ziemi lub bezpośrednio nad nią. Występuje zazwyczaj w niewielkich grupach, może gromadzić się z wcześniej wspomnianym zaroślakiem nadbrzeżnym.

### Rozmnażanie
Brak informacji o rozmnażaniu, gniazdach i jajach.

## Status
Od 1988 roku zaroślak białolicy wpisany jest do Czerwonej księgi gatunków zagrożonych IUCN. Pierwotnie był uznany za gatunek niskiego ryzyka (Lower Risk/Least Concern). Od 2004 jako gatunek najmniejszej troski. Zasięg występowania zaroślaka białolicego według szacunków organizacji BirdLife International obejmuje tylko około 36,7 tys. km². Liczebność populacji nie została oszacowana, jednak jest on uznawany za gatunek pospolity. Ze względu na brak dowodów na spadki liczebności bądź istotne zagrożenia dla gatunku, BirdLife International uznaje trend liczebności populacji za stabilny. BirdLife International wymienia 11 ostoi ptaków IBA, w których ten gatunek występuje, 6 w Peru (m.in.: Park Narodowy Cerros de Amotape) i 5 w Ekwadorze (m.in. Reserva Natural Tumbesia-La Ceiba-Zapotillo i Cañón del río Catamayo).